# MOSE

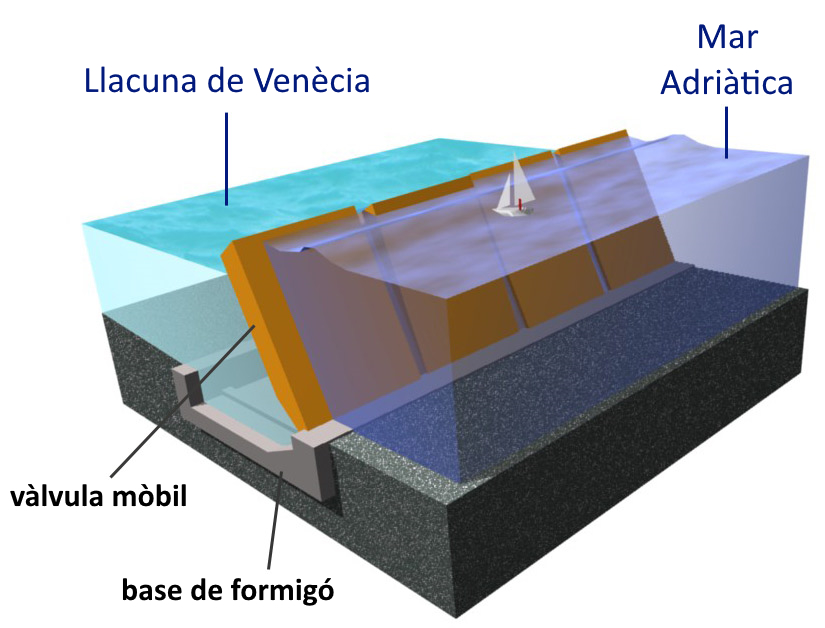
3D model systému MOSE se zdviženými bariérami (oranžově), které udrží stálou hladinu Benátské laguny.

MOSE, alternativně též MoSE, celým názvem Modulo Sperimentale Elettromeccanico, je systém bariér umístěných v laguně u italských Benátek, jehož účelem je chránit město před záplavami. Název je zároveň slovní hříčkou, neboť Mose je italskou variantou jména Mojžíš.
Systém sestává ze 78 ocelových bloků, které mohou být v případě hrozby záplav zdviženy ze dna napumpováním vzduchu do komory uvnitř nich. Tím vznikne hráz zabraňující zvednutí hladiny v laguně, ačkoliv hladina okolního moře stoupne. Systém by měl Benátky ochránit i v případě, že v důsledku klimatické změny hladina světového oceánu vzroste o 30 cm. Odhad tvůrců pak činí asi padesátiletou až stoletou ochranu města. Celý systém je umístěn ve třech průlivech spojujících lagunu s mořem. Vybudován byl také umělý ostrov, na kterém se nachází řídící středisko.

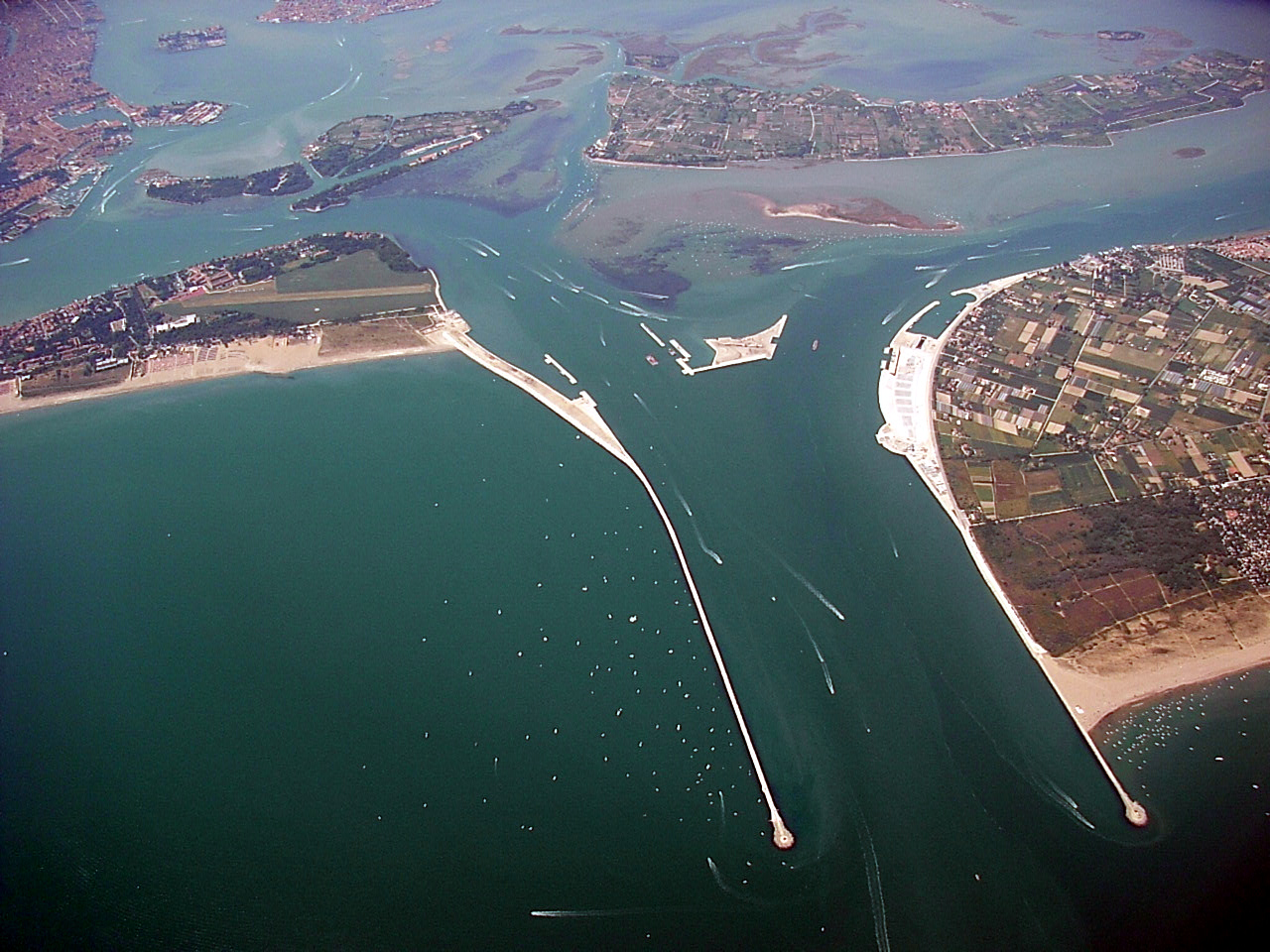
Pohled ze vzduchu na umělý ostrov a systém MOSE

Velmi nákladný a komplikovaný projekt byl kritizován za korupci při jeho plánování (plánován byl od 80. let 20. století) a výstavbě, zatčeno bylo při raziích 35 lidí, mimo jiné z vedení města. Kritiku sklidil také proto, že mnohá jiná místa v rozvojovém světě jsou stejně, nebo i více ohrožena, ale nemají finance na podobné záchranné projekty. Navíc v dlouhodobém výhledu budou muset být hráze zdvihány častěji, což může vést k poškození ekosystému laguny.
Celý projekt stál přibližně 6 miliard amerických dolarů. Roční náklady na provoz systému MOSE dosahují 63 milionů euro, každé zdvihnutí (do ledna 2023 se jednalo o 49 případů) pak stojí 200 tisíc euro.